# Kozienice
Kozienice – miasto w województwie mazowieckim, w powiecie kozienickim. Siedziba władz powiatu i miejsko-wiejskiej gminy Kozienice. Położone nad lewym dopływem Wisły – rzeką Zagożdżonką, na Nizinie Środkowomazowieckiej; historycznie – w Małopolsce.
31 grudnia 2020 roku miasto miało 16 877 mieszkańców i pod względem wielkości plasowało się na 258. miejscu w kraju. 
Kozienice są członkiem Związku Miast Nadwiślańskich.
Miasto królewskie w powiecie radomskim województwa sandomierskiego w drugiej połowie XVI wieku.

## Położenie

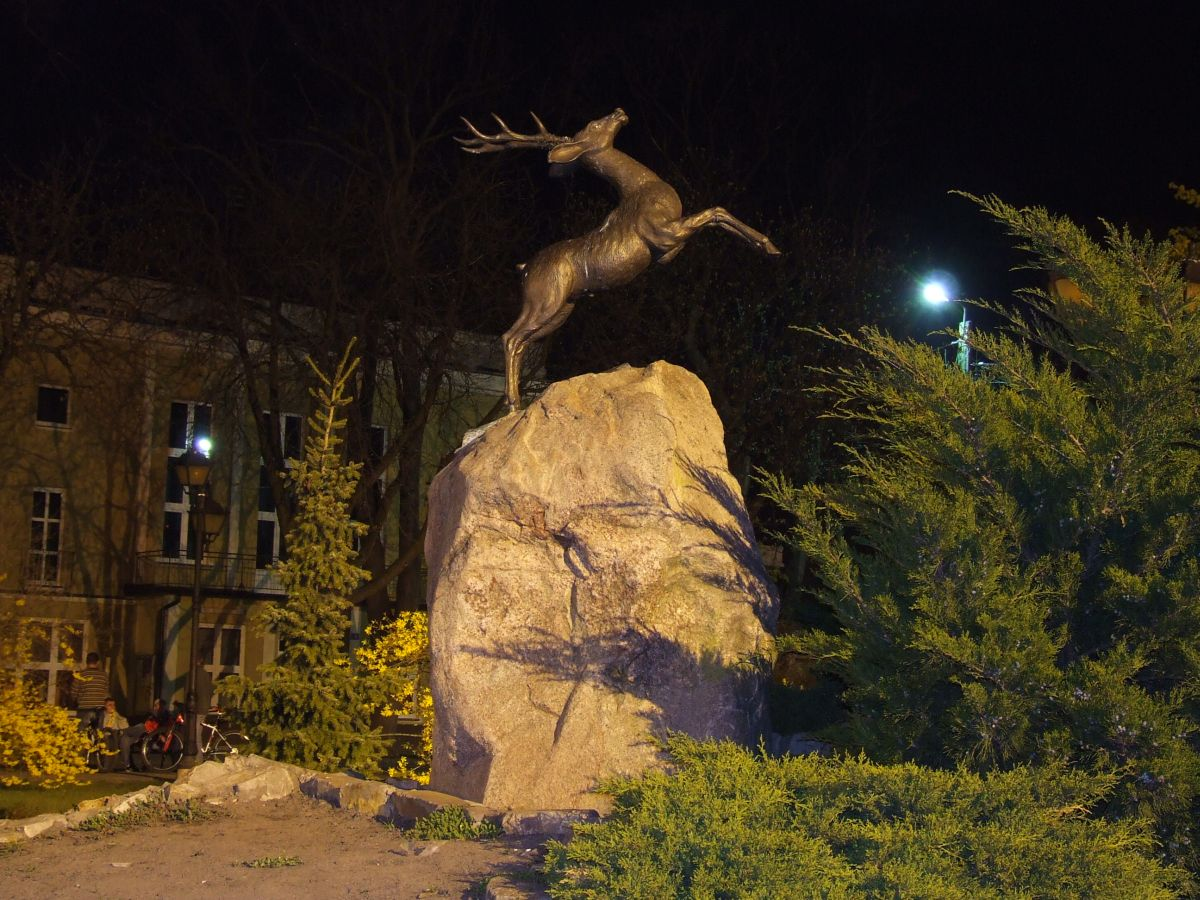
Symbol miasta

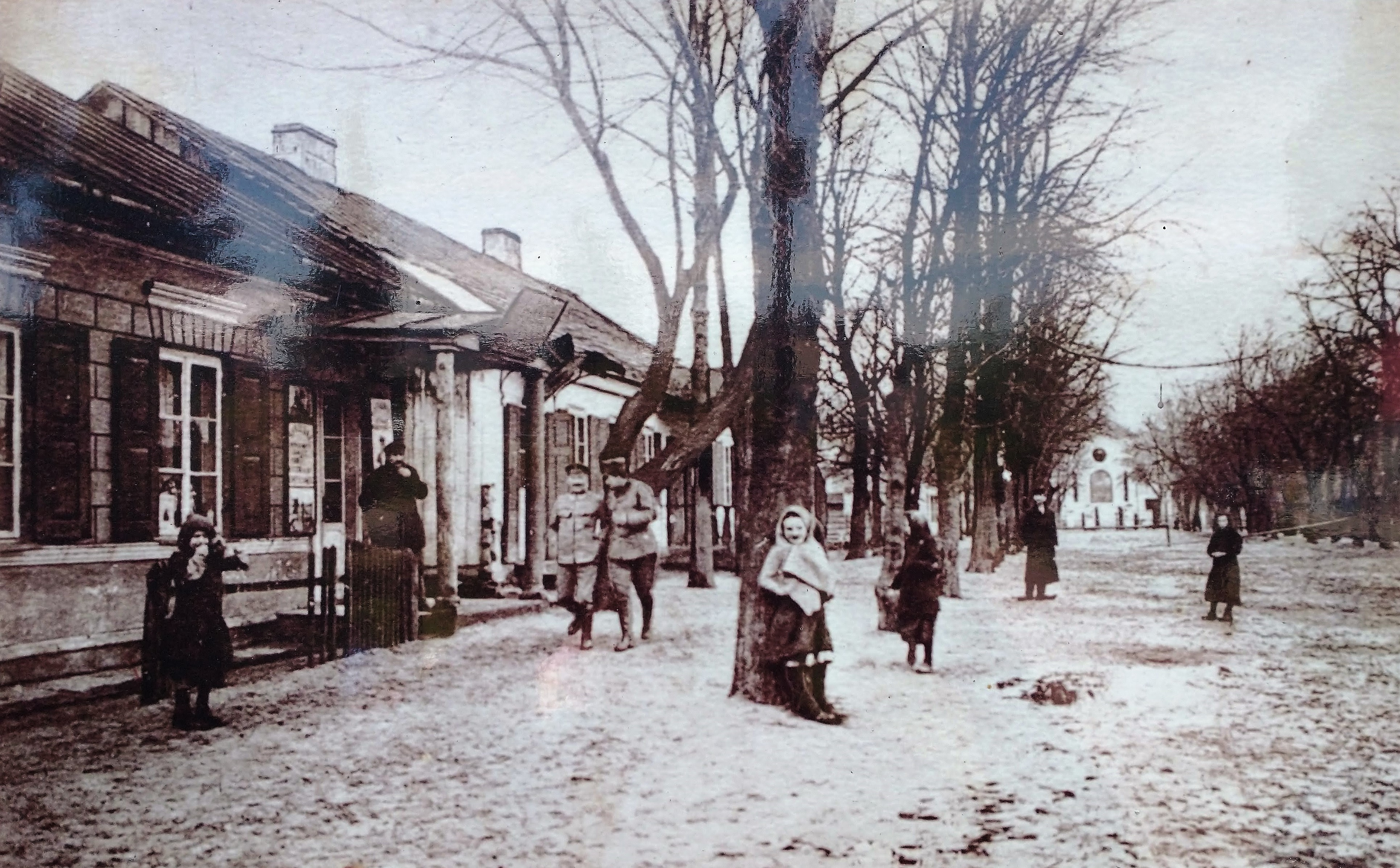
Fragment miasta przed 1918

Miasto leży w południowej części województwa mazowieckiego, w Dolinie Środkowej Wisły.
Historycznie należy do Małopolski. Leżało w ziemi sandomierskiej, następnie w województwie sandomierskim. Były miastem królewskim Korony Królestwa Polskiego. Kozienice stanowią także część dawnej ziemi radomskiej.
W latach 1939–1945 było częścią dystryktu radomskiego.
W latach 1975–1998 miasto administracyjnie należało do województwa radomskiego, zaś przed 1975 do województwa kieleckiego. 
Osiedla: Energetyki, Piaski (Wschód), Pokoju, Skarpa, Borki, Zdziczów, Polesie, Stara Wieś, Głowaczowska 1, Głowaczowska 2.

## Nazwa

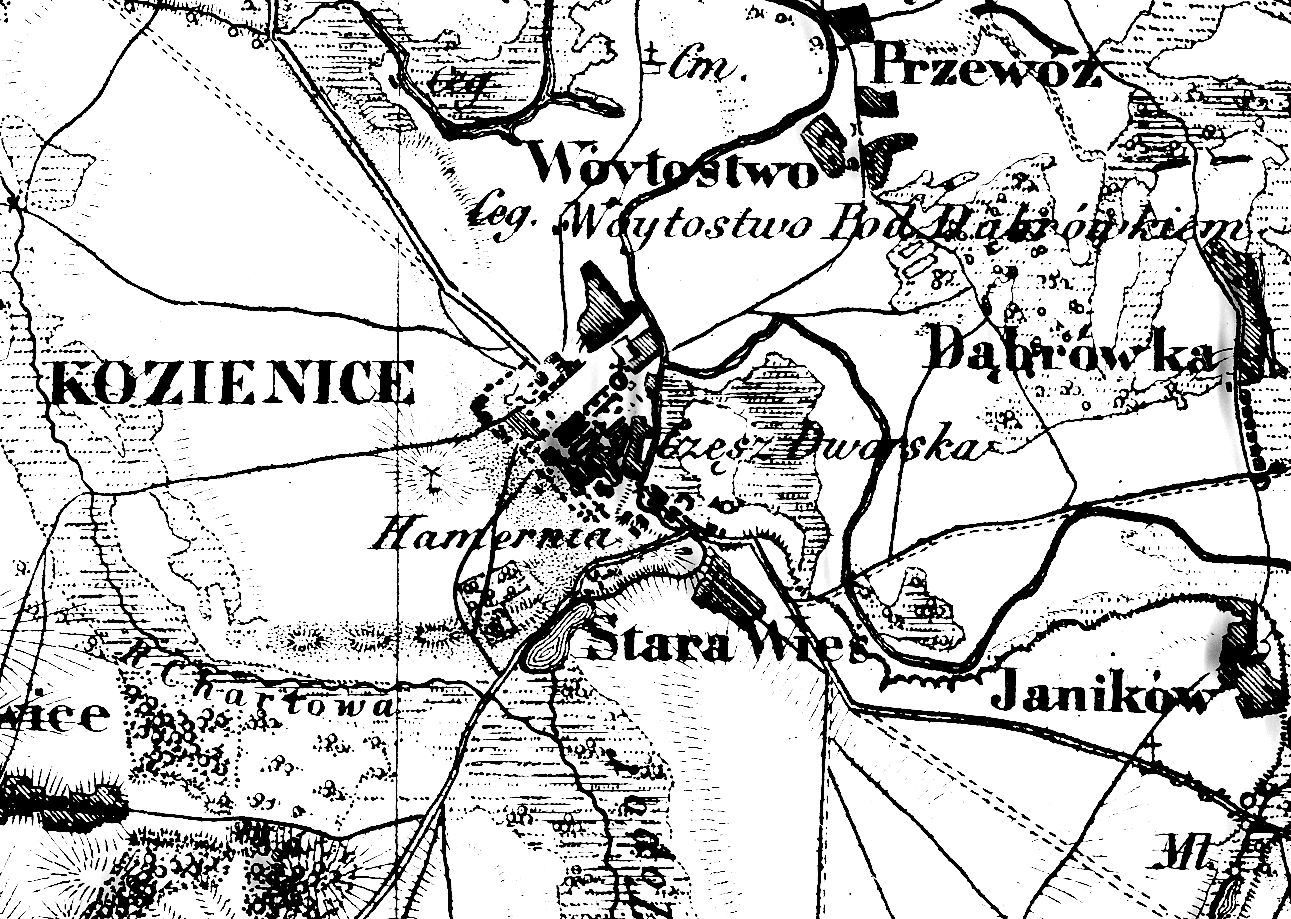
Kozienice na mapie Topograficznej Królestwa Polskiego z 1839

W 1429 roku nazwa miasta zostaje zapisana jako Coszinicze, co należy czytać jako Kozinice. Obecna forma pojawia się po raz pierwszy w zapiskach z 1569 roku, jako Kozienycze. Przeobrażenie nastąpiło poprzez zmianę grupy -in- w -en-, co było częstym zjawiskiem w ówczesnej polszczyźnie. Nazwa pochodzi od nazwy osobowej Kozina, istnienie osoby o takim imieniu, nazwisku lub przezwisku jest potwierdzone przez źródła historyczne.
Inną wersję pochodzenia nazwy podaje ks. Franciszek Siarczyński:
Król, mówi podanie, sarnę na krótki strzał chybił; Kozie nic! zawołali obecni łowcy, a król przez pamięć na te wyrazy, osadzie przez siebie założonej miano Kozienic nadał.
W innych językach nazwa miasta to: niem. Koschnitz; jid. ‏קאָזש(ע)ניץ‎ Koż(e)nic.

## Historia
Pierwsza wzmianka o Kozienicach pochodzi z 1206, kiedy wraz z sąsiednimi wsiami nadane zostały klasztorowi norbertanek w Płocku. Pierwotne Kozienice przypuszczalnie znajdowały się na terenie połozonej na południe Starej Wsi. Włości te były jednak znacznie oddalone od Płocka, więc Kozienice w drodze zamiany stały się własnością królewską i pozostały nią aż do rozbiorów. W 1326 roku wieś Kozienice została przeniesiona na prawo magdeburskie. Wieś pozostawała własnością klasztoru do 1429 roku, gdy Władysław Jagiełlo odkupił od niego Kozienice i kilka innych wsi. Miejscowość położona na skraju Puszczy Kozienickiej przy trakcie z Wilna do Krakowa została jednym z ulubionych miejsc polowań króla Władysława Jagiełły, który przebywał tu 10 razy. Prawdopodobnie dla niego też wzniesiono tu drewniany dwór myśliwski z folwarkiem, a sam król w 1394 ufundował kościół. Bliskość Puszczy Radomskiej i rzeki Wisły pozwoliła na budowę, pod kierownictwem mistrza Jarosława, mostu łyżwowego, który po spławieniu do Czerwińska był wykorzystany przez wojska polskie pomiędzy 30 czerwca a 3 lipca 1410 roku do przeprawy w czasie wielkiej wojny z zakonem krzyżackim. W 1430 roku w Kozienicach odbył się zjazd walny dotyczący polityki dynastycznej Jagiellonów.
W 1467 roku w królewskim dworze królowa Elżbieta Rakuszanka urodziła syna królowi Kazimierzowi Jagiellończykowi, późniejszego króla Zygmunta I Starego, co upamiętnia do dziś pamiątkowa kolumna wzniesiona w 1518, która jest najstarszym pomnikiem świeckim w Polsce. W 1507 mieszkańcy Kozienic poprosili o prawa miejskie. Czekali na nie ponad 40 lat, gdyż dopiero 8 stycznia 1549 roku król Zygmunt II August wydał na sejmie w Piotrkowie przywilej dla wojewody ruskiego i starosty radomskiego Piotra Firleja z Dąbrowicy na założenie miasta na części gruntów kozienickich, a w 1550 wydany został drugi przywilej lokacyjny (w porównaniu z pierwszym przywilejem zwiększał obciążenia fiskalne mieszczan). W 1557 król Zygmunt August ufundował tu parafię i uposażył plebana, w roku 1558 Kozienice otrzymały przywilej organizowania jarmarków.
W 1652 roku miasto spustoszyła epidemia cholery. W czasie potopu szwedzkiego 6 kwietnia 1656 doszło do zwycięskiej dla Polaków bitwy pod Kozienicami, ale w 1657 roku miasto zostało zniszczone przez siedmiogrodzkie wojska Jerzego Rakoczego. Sejm w 1658 roku wyznaczył starodubowianom Kozienice jako miejsce sejmików. Ponownie miasto zostało zniszczone przez wojska szwedzkie w 1704 roku w trakcie wielkiej wojny północnej.

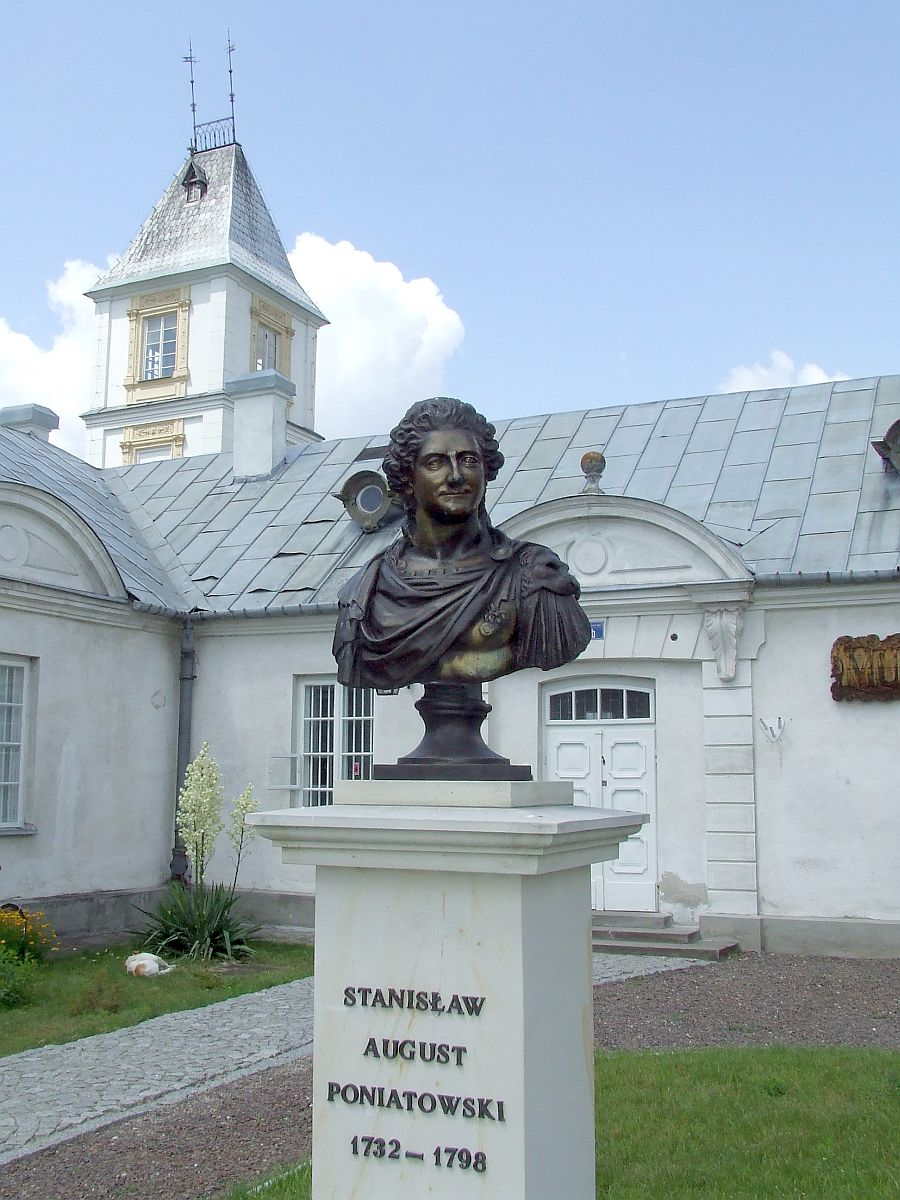
Popiersie króla Stanisława Augusta Poniatowskiego przed muzeum w Kozienicach

W 1764 powstał tu skład soli dla całego powiatu radomskiego, a w 1779 miasto otrzymało przywilej na 12 jarmarków rocznie. W 1782 miasto o przeważnie drewnianej zabudowie zostało zniszczone przez pożar i dzięki królowi odbudowane głównie jako murowane. W 1786 roku w miejscowości król Stanisław Poniatowski założył Królewską Manufakturę Broni Palnej, która w latach 1784–1788 przekształcona została w Fabrykę Broni w Kozienicach będącą największą fabryką broni palnej w Rzeczypospolitej. Fabryka wytwarzała karabiny, pistolety oraz sztucery, w tym pierwszy w historii seryjnie produkowany karabin polskiej konstrukcji tzw. sztucer kozienicki. Miasto w okresie tym praktycznie od nowa lokowane zyskało murowaną zabudowę. Odbudową i przebudową miasta zajął się Stanisław August Poniatowski (według projektu Jana Fontany). W 1792 roku w czasie wojny polsko-rosyjskiej pod Kozienicami stało polskie wojsko pod dowództwem księcia Józefa Poniatowskiego. Po III rozbiorze Polski (1795) Kozienice znalazły się na terenie zaboru austriackiego, w latach 1807–1815 wchodziły w skład Księstwa Warszawskiego, a od 1815 roku znajdowały na terenie zaboru rosyjskiego. W 1844 władze rosyjskie utworzyły gubernię radomską, w której skład weszły Kozienice. Wojska rosyjskie stacjonowały w Kozienicach od 1813 aż do 1915 roku, kiedy zostały zmuszone do wycofania się z powodu wkroczenia Austriaków i Niemców (I wojna światowa). W latach polskich powstań wyzwoleńczych 1830–1831 oraz 1863–1864 w okolicach Kozienic odbywały się walki powstańców przeciwko rosyjskiemu zaborcy.
W 1867 utworzono powiat kozienicki. Dzięki temu została wybudowana droga do Radomia. Wzniesiono też koszary, przebudowano i rozbudowano pałac. Działały fabryka blachy, garbarnia, browar i młyny. W 1897 Kozienice zamieszkiwało 6391 osób, w tym 3764 Żydów.
W czasie rozbiorów w mieście stacjonował 25 Smoleński Pułk Piechoty, przeniesiony później do Woroneża. W 1902 przyszedł w Kozienicach na świat Zygmunt Lederman-Lednicki, znany skrzypek i dyrygent (m.in. Polskiego Radia). Po odzyskaniu niepodległości przez Polskę (1918) Kozienice weszły w skład województwa kieleckiego. W 1921 miasto miało najwyższy odsetek ludności wyznania mojżeszowego na całej ziemi radomskiej, wyłączając Radom (3811 osób).
W 1940 Niemcy otworzyli w Kozienicach getto dla ludności żydowskiej. Początkowo mieszkało w nim ok. 5 tys. Żydów, jednak we wrześniu 1942 wskutek przesiedleń ludności żydowskiej z innych miejscowości (m.in. Magnuszewa, Sieciechowa i Głowaczowa) ich liczba wzrosła do ok. 13 tys. W tym samym miesiącu getto zostało zlikwidowane, a jego mieszkańców wywieziono do obozu zagłady w Treblince.
Podczas okupacji niemieckiej działały w okolicach oddziały partyzanckie, głównie Bataliony Chłopskie. Oddział dowodzony przez Bolesława Krakowiaka ps. Biloff 8 sierpnia 1943 dokonał ataku na więzienie w Kozienicach, w czasie którego uwolniono około 120 więzionych Polaków. 
Odbicie miasta z rąk reżimu III Rzeszy przez żołnierzy z Armii Czerwonej miało miejsce 15 stycznia 1945 i było równoznaczne z zakończeniem okupacji niemieckiej. Kozienice zostały zdobyte przez czerwonoarmistów z 364 Dywizji Strzeleckiej należącej do 91 Korpusu Strzeleckiego dowodzonego przez gen. Fiodora Wołkowa. 

W czasach Polski Ludowej powstały Zakłady Ceramiki Radiowej, Fabryka Mebli (wszystkie zlikwidowane). Istnienie miasta ściśle związane jest z funkcjonowaniem Elektrowni Kozienice i towarzyszących zakładów. Wygaszenie jej działalności (co, w związku z polityką klimatyczną, jest praktycznie przesądzone) grozi gwałtowną pauperyzacją mieszkańców i odpływem ludności.

Dane GUS dotyczące faktycznego miejsca zamieszkania.

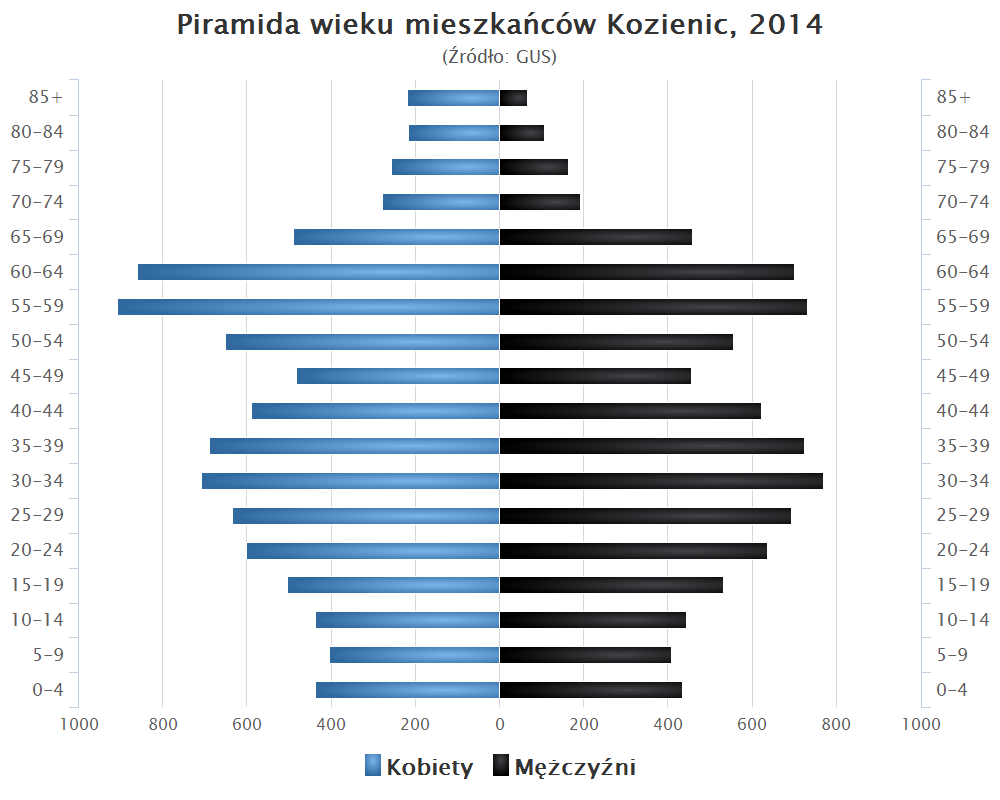
Piramida wieku mieszkańców Kozienic w 2014

## Gospodarka
W miejscowości działało Państwowe Gospodarstwo Rolne – Stadnina Koni Kozienice. Od 1994 jako Stadnina Koni Kozienice Sp. z o.o..
W mieście zlokalizowane są zakłady: artykułów biurowych, materiałów budowlanych i spożywcze. Największy zakład to Elektrownia Kozienice (Świerże Górne), do mniejszych należą takie jak: Esselte, Bakoma, Mleczarnia Obory, Alpar. 
W mieście siedzibę ma Gospodarstwo Skarbu Państwa należące do Agencji Nieruchomości Rolnych.

## Transport

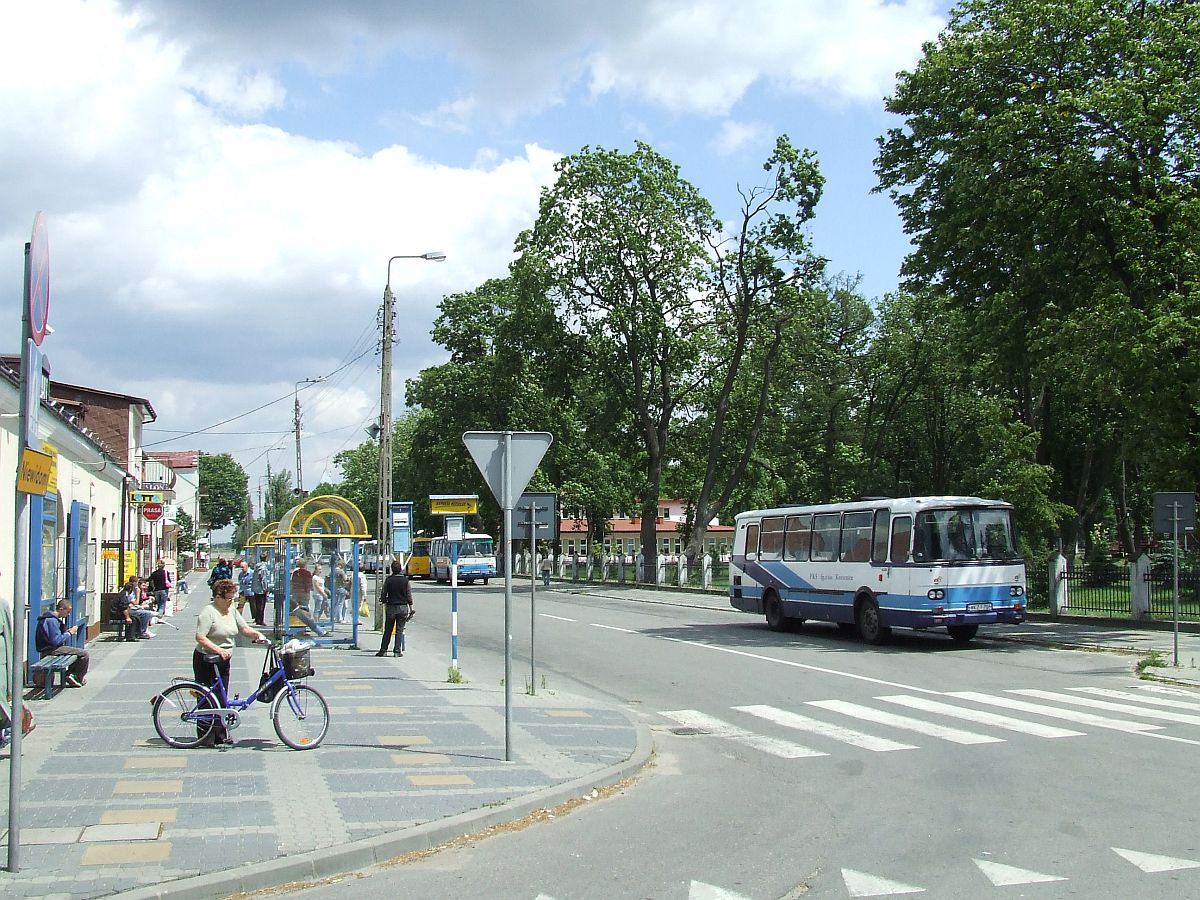
Dawny dworzec PKS

Ważny węzeł drogowy. W mieście krzyżują się drogi krajowe:
- droga krajowa nr 48: Kock – Dęblin – Kozienice – Białobrzegi – Tomaszów Mazowiecki,
- droga krajowa nr 79: Warszawa – Góra Kalwaria – Kozienice – Sandomierz – Kraków – Bytom.

W sąsiadującej z Kozienicami od południa miejscowości Aleksandrówka początek ma droga wojewódzka nr 737 relacji Aleksandrówka – Radom.
Pomimo dużego natężenia ruchu samochodów (w samym mieście ponad 10 tys. na dobę) w najbliższych latach nie planuje się budowy obwodnicy.
Przez obrzeża Kozienic przebiega linia kolejowa nr 76 do Bąkowca. Odbywa się jednak na niej tylko transport towarowy (głównie węgiel kamienny do Elektrowni Kozienice).

## Atrakcje turystyczne
- Zespół parkowo-pałacowy:
  - Muzeum Regionalne
  - Pomnik upamiętniający narodziny Zygmunta Starego
  - Pomnik partyzantów Batalionów Chłopskich
  - Pozostałości grobowca rodziny Dehnów
- Hamernia (kuźnia) z czasów stanisławowskich
- Puszcza Kozienicka z licznymi rezerwatami ("Królewskie źródła", "Brzeźniczka")
- Kompleks nowoczesnych obiektów sportowych:
  - kryta pływalnia
  - lodowisko
  - skate park
  - hala sportowa
  - stadion
  - stadnina koni
- Jezioro Kozienickie z kąpieliskiem[30] oraz muszlą koncertową (od 2002 r. odbywa się tu Ogólnopolski Festiwal Piosenki im. Bogusława Klimczuka)

### Zabytki

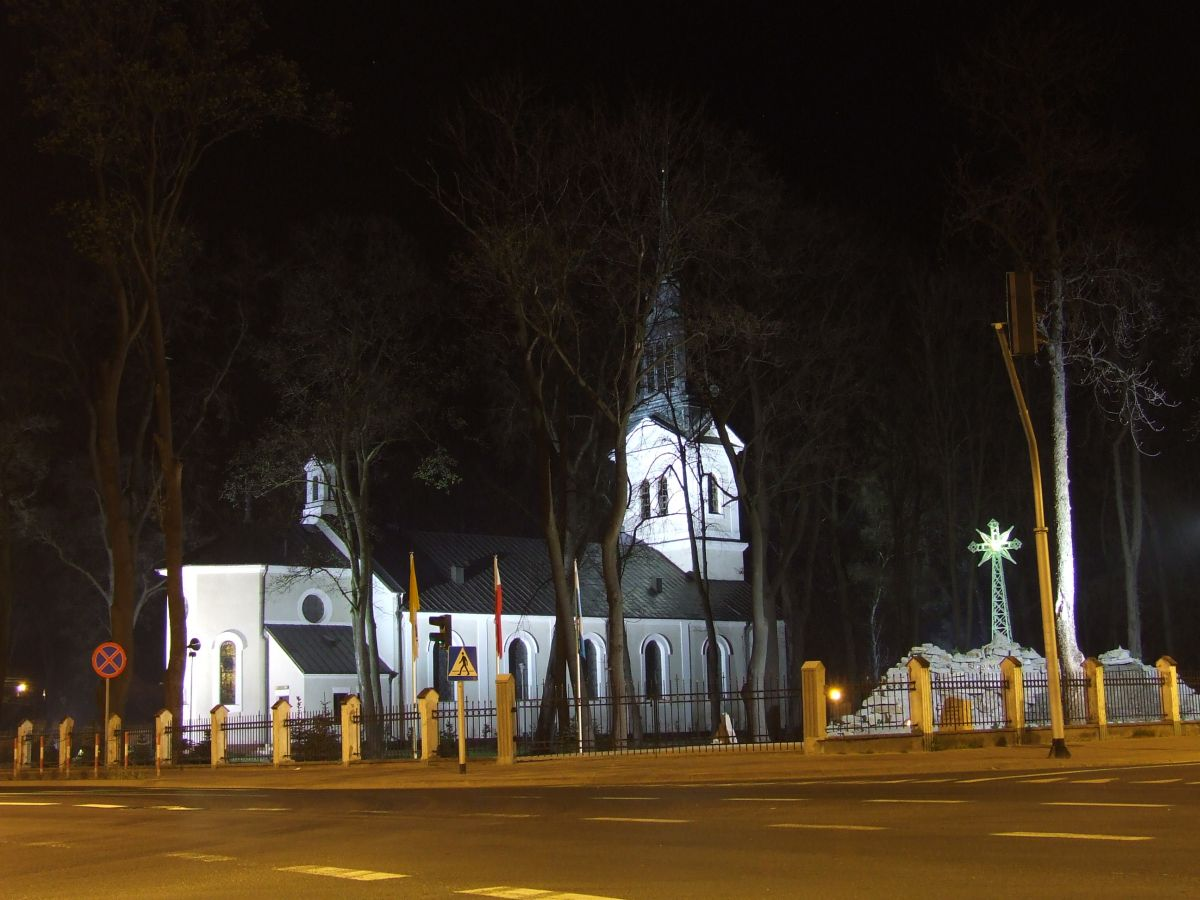
Kościół św. Krzyża

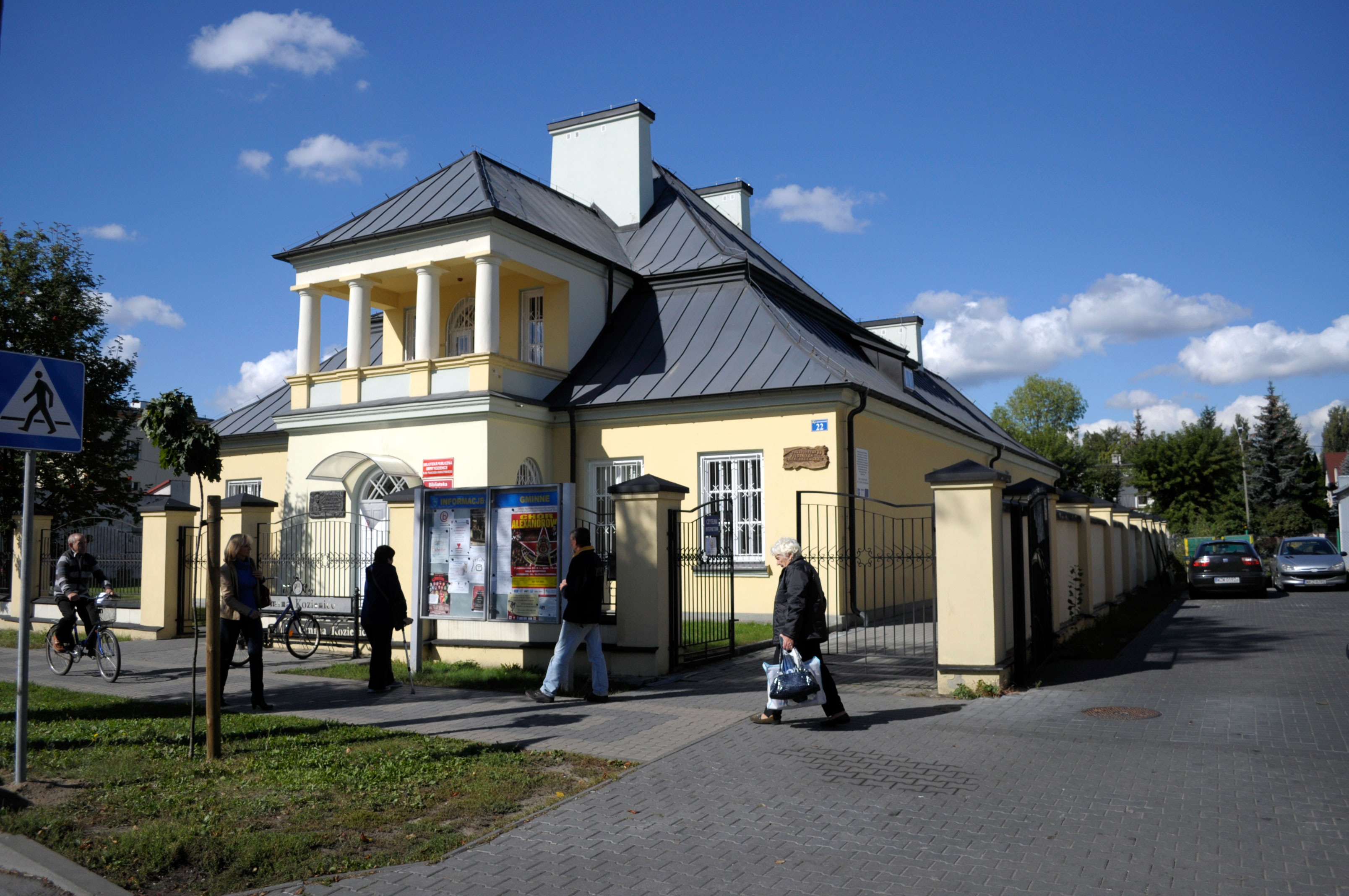
Willa z 1923 roku, obecnie biblioteka

- kościół par. pw. Świętego Krzyża z lat 1868-1869, nr rej.: 277/A z 27.12.1984
- zespół pałacowy z XVIII wieku, przebudowany w 2 poł. XIX wieku w stylu renesansu francuskiego i znacznie po zniszczeniach w 1939 r., nr rej.: 315/A/67 z 15.06.1967 oraz 98/A z 18.03.1981:
  - pałac, (obecnie Muzeum Regionalne), nr rej.: 200 z 20.08.1955
  - park, nr rej.: 630 z 17.12.1957
- cmentarz parafialny rzym.-kat. z poł. XIX, nr rej.: 464/A z 5.11.1991
- cmentarz żydowski, XVI-XX, nr rej.: 403/A z 3.04.1989
- cmentarzyk rodziny Dehnów z 1 poł. XIX, nr rej.: 523/A z 6.04.1992
- kramy, drewniano-murowane, poł. XIX, nr rej.: 246/A z 20.03.1984
- willa z 1923 roku, ul. Kochanowskiego 20, nr rej.: 340/A z 10.04.1986
- dworek z poł. XIX w., ul. 1 Maja 10, nr rej.: 531/A z 30.10.1992
- kaplica z końca XVIII, nr rej.: 627 z 28.10.1971, 830 z 29.01.1959
- kolumna pamiątkowa z XVI wieku, nr rej. B/374 – najstarszy pomnik świecki w Polsce[31][32]

## Wspólnoty wyznaniowe

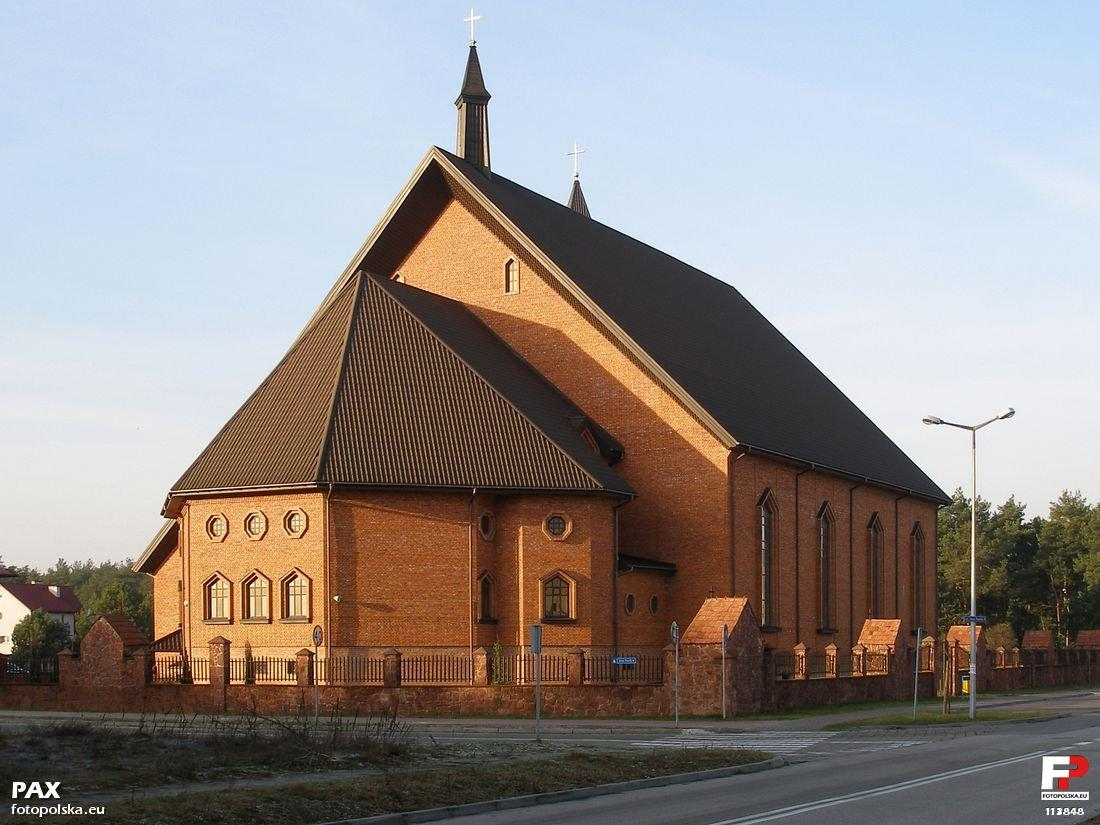
Kościół pw. Świętej Rodziny

Na terenie Kozienic działalność religijną prowadzą następujące kościoły i związki wyznaniowe:
- Kościół rzymskokatolicki:
  - parafia Świętego Krzyża
  - parafia Świętej Rodziny
- Świadkowie Jehowy:
  - zbór Kozienice (Sala Królestwa ul. Miodowa 3)[33]
- Kościół Chrześcijan Wiary Ewangelicznej w RP:
  - zbór w Kozienicach, ul. Lubelska 9[34]

## Urodzeni w Kozienicach
W Kozienicach urodzili się między innymi:
- Zygmunt I Stary
- Tomasz Mikocki
- Wacław Chodkowski
- Kazimiera Gruszczyńska
- Irena Gut-Opdyke
- Karolina Piechota
- Bogusław Klimczuk
- Katarzyna Maciąg

## Sport
- UKS „Olimp” Kozienice – lekkoatletyka
- KTS Kozienice – tenis stołowy
- UKS „Jedynka” Kozienice – piłka siatkowa
- KKS Kozienice – piłka siatkowa
- KS „Energia” Kozienice – piłka nożna
- MGUKS Kozienice – męska koszykówka
- UKS „AQUATOR” Kozienice – pływanie
- MG KSO „HAMER” KOZIENICE – strzelectwo
- KŻ „DAL” Kozienice – żeglarstwo

## Współpraca międzynarodowa
Gmina podpisała cztery umowy z:
- Göllheim – umowa o partnerskiej współpracy w 1996;
- Czuhujiw – memorandum porozumienia o współpracy w 2001;
- Medzilaborce – umowa o współpracy w 2005[35];
- Roswell - podpisanie Karty Przyjaźni 25 sierpnia 2023[36].

## Burmistrzowie Kozienic
- Henryk Madejski (1990–1998)
- Tomasz Śmietanka (1998–2018)
- Piotr Kozłowski (2018–2024)
- Mariusz Prawda (2024–)